# Cyberharcèlement
Ne doit pas être confondu avec Harcèlement électronique.
 (février 2018).
Si vous disposez d'ouvrages ou d'articles de référence ou si vous connaissez des sites web de qualité traitant du thème abordé ici, merci de compléter l'article en donnant les références utiles à sa vérifiabilité et en les liant à la section « Notes et références ».

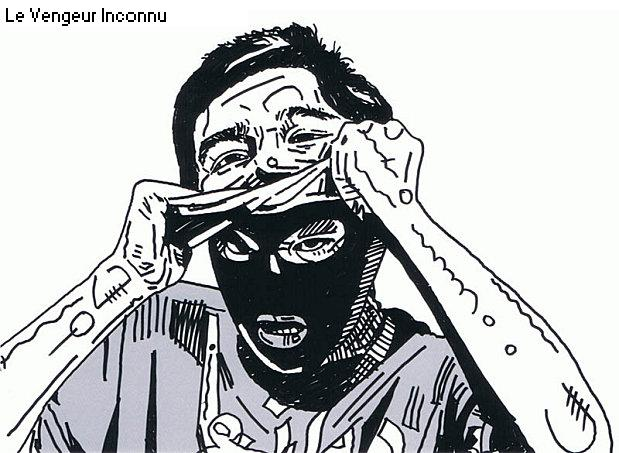
Logo contre le cyberharcèlement, laissé sur certains profils Facebook de victimes.

Le cyberharcèlement est une forme de violence numérique caractérisée par un harcèlement, qui peut s'exercer à travers divers canaux numériques.
En France en 2019, plus de 40 % des moins de 50 ans ont subi des attaques répétées sur les plateformes sociales en ligne, dont 22 % des 18-24 ans.

## Études
La notion de cyberharcèlement fait l'objet de plusieurs définitions dans la littérature spécialisée, par exemple le préjudice délibéré et répété, infligé par le moyen d'un texte électronique ou l'utilisation répétée et intentionnelle de différentes formes de technologie comme les téléphones portables, le courriel, la messagerie instantanée ou les sites web, par des individus ou des groupes, pour faire du mal à autrui,. Différents traits caractéristiques sont soulignés selon les sources, sans que la prévalence de l'un d'entre eux fasse consensus :
- Le recours au flaming, à la cybertraque, au dénigrement, à l'usage de faux-nez, à l'exclusion, à l'outing ou à l'imposture[6].
- L'insulte, l'exclusion sociale ou la diffusion de rumeurs, par des moyens électroniques[7].
- L'hostilité, l'intrusion, l'humiliation ou l'exclusion, par des moyens électroniques[8].
- La diffusion de rumeurs ou la critique d'autrui en ligne, le fait de poster des photos désavantageuses sans permission[9].
- Faire des faux en ligne, y harceler verbalement et y cacher son identité[10].
- Sur le métavers Second Life, un comportement intentionnel, persistant et inacceptable qui fait obstacle à l'utilisation sereine d'un autre utilisateur et qui peut avoir des conséquences négatives pour d'autres utilisateurs, dans le métavers ou la vraie vie, ces comportements ciblant le plus souvent des utilisateurs qui ne peuvent pas aisément se défendre tout seuls[11].
- L'utilisation des technologies de l'information et de la communication à l'appui d'un comportement délibéré, répété et hostile, par un individu ou un groupe, avec l'intention de blesser autrui[12]
- L'utilisation répétée du courriel ou de la messagerie instantanée pour insulter, harceler, menacer ou envoyer des documents inappropriés, par exemple pornographiques[13].
- Une conduite intentionnelle dans le cyberespace comportant des menaces, du harcèlement, de l'humiliation, des insultes, ou toute autre manière de rabaisser émotionnellement par le moyen de documents, d'images manipulées ; de vidéos indiscrètes ou de toute combinaison de contenu digital[14].
- Tout ce que fait quelqu'un qui affecte ou offense quelqu'un d'autres, y compris les insultes, les menaces, l'envoi d'images embarrassantes ou la diffusion d'informations privées sans autorisation, par des moyens électroniques[15].
- Le flaming, le harcèlement, le dénigrement, l'utilisation de faux-nez, l'outing, l'imposture, l'exclusion et la cybertraque[16].
- Les méchancetés, les rumeurs, les ragots sur des sites internet, par email ou par SMS, le fait de poster ou d'envoyer des photos ou des vidéos embarrassantes[17].
- L'envoi de messages menaçants, le fait de faire suivre des courriels ou des SMS privés sans consentement, le fait de poster une photo embarrassante sans permission, la diffusion électronique de rumeurs[18].
- Des SMS méchants ou blessants (textes, photos ou vidéos), des messages méchants ou blessants sur internet (courriel, images, clips vidéo ou de webcam, salons de discussion, messagerie instantanée, forums, blogs, sites internet)[19]
- Il y a cyberharcèlement quand les gens disent des choses méchantes ou blessantes, se moquent de quelqu'un, lui donnent des qualificatifs méchants ou blessants, les ignorent ou les excluent d'un groupe, répandent de fausses rumeurs à son sujet, lui envoient des messages méchants, essaient de faire en sorte que les autres membres du groupe ne l'aiment pas, ou ont d'autres comportements blessants, dans une situation ou il est difficile pour la personne harcelée de se défendre et où harceleur et harcelé n'ont pas la même force ou le même pouvoir[20].
- Des messages ou des images nocifs ou cruels par l'entremise de moyens digitaux[21].
- Des messages instantanés méchants, des photos ou des clips vidéo de scènes violentes ou intimes, des plaisanteries téléphoniques, des courriels méchants ou grossiers, des insultes sur des sites internet ou dans un salon de discussion ou sur un blog, des photos déplaisantes postées sur un site web[22]
- La diffusion de rumeurs en ligne, le fait de poster en ligne des photos embarrassantes sans permission, l'envoi de courriel ou de message instantané menaçant, poster ou faire suivre sans y avoir été autorisé un message privé[23].
- L'utilisation de téléphone portable, de SMS ou de sites internet pour être méchant avec quelqu'un, se moquer de lui ou lui faire peur[24].
- Post agressifs sur des forums (insultes ou attaques dirigées contre un individu ciblé ou une personne associée à cet individu)[25].
- Tracasser quelqu'un en ligne, le taquiner de manière méchante, l'appeler de manière méchante, le laisser délibérément à l'écart de quelque chose, le menacer, rapporter des aspects sexuels à son sujet contre son gré en ligne[26].
- Le harcèlement (c'est-à-dire le fait d'envoyer de manière répétée des messages agressifs, impolis et insultants dans des salons de discussion, par courriel ou messagerie instantanée), le dénigrement (c'est-à-dire le fait d'envoyer ou de poster des rumeurs cruelles sur une personne pour endommager sa réputation ou ses relations amicales) et l'outing (la divulgation en ligne d'informations secrètes ou embarrassantes)[27].
- Le harcèlement (c'est-à-dire le fait d'envoyer par internet ou sur un téléphone cellulaire des messages menaçants, insultants ou mettant mal à l'aise), le dénigrement (c'est-à-dire la diffusion de rumeurs ou d'insultes par les mêmes moyens), l'outing et la tromperie (c'est-à-dire le fait de se faire passer pour quelqu'un d'autre dans des messages électroniques pour dénoncer quelqu'un)[28].
- Moquer, humilier, harceler ou blesser sur internet[29].

Plusieurs connotations communes se retrouvent dans les différentes définitions :
- le comportement est intentionnel, répété et agressif ;
- des technologies de l'information et de la communication sont impliquées dans ce comportement ;
- il existe une forme de déséquilibre de pouvoir entre le harceleur et sa victime, par exemple sur le plan de la familiarité avec la technologie employée, avec pour conséquence une incapacité à résister[30].

Les études sur le harcèlement reposent en grande partie,, sur les travaux de John Suler (en) qui étudié un phénomène qu'il appelle la « désinhibition toxique » dans un article publié en 2004 et intitulé « Effet de disinhibition de la communication en ligne (en) »,. Suler considère que la communication en ligne a un effet de désinhibition qui peut être soit positif, conduisant à des « actes inhabituels de gentillesse et de générosité », soit négatif, proposant la dénomination de « désinhibition toxique » pour ce second aspect. Il identifie six facteurs qui entrent en jeu dans ce dernier :
- l'anonymat dissociatif, « tu ne me connais pas » ;
- l'invisibilité, « tu ne peux pas me voir » ;
- les réactions retardées ou asynchronicité, « à plus tard » ;
- l'introspection ou introjection solipsiste, « tout est dans ma tête » ;
- l'imagination dissociative, « ce n'est pas la vraie vie » ;
- la neutralisation ou minimisation des statuts, « nous sommes égaux »[35],[36].

## Chez les jeunes
Le cyberharcèlement est une forme récente de harcèlement. Avant, la fin des cours et le soir étaient des temps permettant d'apaiser les conflits de la journée ; maintenant, avec le développement des réseaux sociaux, plus aucun temps de repos du conflit n'est permis. Le harcèlement n'est plus cantonné à la seule cour de récréation et aux moments où l'enfant est à l'école. Il est désormais possible d'atteindre une personne en permanence. L'ordinateur devient un déversoir d'insultes et de menaces diverses, ainsi qu'une arme utilisable par ceux qui ne peuvent pas se défendre physiquement ou socialement. De plus en plus d'adolescents utilisent ces interactions pour intimider et harceler les autres.
Le harcèlement scolaire est fréquemment accompagné de cyberharcèlement. En 2006, un jeune sur dix était importuné quotidiennement ou de manière très régulière par ce biais. Les deux formes de harcèlement sont fortement corrélées : le harcèlement classique se poursuit à travers les nouvelles technologies. D'après une enquête de victimisation publiée en France en octobre 2011, 9 % des élèves sont victimes de cyberharcèlement par SMS et Internet.
Les « croyances normatives approuvant le harcèlement » influent sur l'incidence du harcèlement : plus le jeune croit qu'il est facile de harceler autrui, plus il ou elle se livrera à des violences par l'intermédiaire de chats, d'interventions indésirables sur les réseaux sociaux ou de publications de vidéos humiliantes. On observe que si le jeune harceleur perçoit que sa victime est peu soutenue par ses pairs, ses attaques seront d'autant plus féroces.
En outre, la distance physique avec la victime permet une démultiplication du nombre de harceleurs, de leurs attaques et de la force (psychologique) de celles-ci.
- Il est moins important que dans les interactions réelles d'être plus fort, intelligent, ou populaire que la victime pour se joindre à une entreprise de harcèlement ;
- L'agresseur ne voit pas les réactions de souffrance de sa victime, ce qui court-circuite d'occasionnels passages à la compassion et l'empathie ;
- La dépersonnalisation atteint non seulement la victime, mais ses persécuteurs, qui ont tôt fait de se déresponsabiliser de leurs actes « virtuels » ;
- Cette dépersonnalisation engendre une forme de paranoïa chez la victime, qui ne sait pas et ne peut savoir qui conspire dans l'anonymat des voies numériques.

Selon l’étude de L’Association e-Enfance/3018 et la Caisse d’Epargne réalisée par l’institut Audirep, 20% des enfants et 60% des 18-25 ans déclarent avoir déjà été confrontés à une situation de cyberharcèlement. On remarque également que 75% des parents pensent que cela pourrait arriver à leur enfant mais seulement 34% des enfants l’estiment. Et chez les 18-25 ans, 75% déclarent avoir bénéficié d’actions de prévention, mais seulement 24% considèrent avoir été totalement sensibilisés aux risques.

## Caractéristiques
Il existe des différences et des similitudes entre le harcèlement et le cyberharcèlement :

### Similitude avec un harcèlement non virtuel
- Le harcèlement et le cyberharcèlement sont tous les deux répétés dans le temps, et ont pour but de blesser durablement une personne.
- Dans les deux cas, la victime ressent un sentiment de culpabilité, et a une image de soi dévalorisée.
- Le harcèlement et le cyberharcèlement entraînent des conséquences scolaires, sociales et psychiques de longue durée.
- Les deux formes de harcèlement bénéficient de l'effet de meute, les personnes impliquées étant désinhibées à la fois par le conformisme et la dépersonnalisation qu'implique l'appartenance à un groupe.
- Le risque de harcèlement est d'autant plus accru si la victime fait partie d'une ou plusieurs communautés marginalisées.

### Différences avec un harcèlement non virtuel

#### Anonymat
Les victimes de cyberharcèlement ne connaissent pas toujours l'identité de leurs harceleurs qui se cachent derrière un pseudo ou une fausse identité pour commettre leurs actes, augmentant par la même occasion le sentiment d'insécurité que peut ressentir la victime, ne sachant pas qui s'en prend à elle. Cependant, les harceleurs ne cachent pas toujours leur identité, et le harcèlement sévit aussi sur les plate-formes interdisant l'usage d'un pseudonyme.

#### Absence de face-à-face
L'envoi de messages d'insultes ou de menaces se faisant par divers canaux numériques, harceleurs et victimes ne se rencontrent pas toujours. Le harceleur ne peut voir la douleur qu'il procure à sa victime, le visage étant le principal miroir des émotions. Le harceleur a donc du mal à ressentir de l'empathie pour sa victime à cause de la distance créée par les moyens modernes de communication, ce qui peut encourager à banaliser la violence et libérer certaines formes d'agressivité. Cet aspect est toutefois à relativiser par le fait que le harcèlement existe aussi dans le streaming, ou le visage de la victime est visible en quasi-direct.

#### Banalisation
Par son aspect « virtuel », le harcèlement en ligne est souvent minimisé et les conséquences sur la victime souvent sous-évaluées, voire considérée sous un prisme fataliste, ce qui entrave la prise en charge des victimes ainsi que la conscientisation du problème par l'opinion publique, à plus forte raison du fait que la plupart des victimes font l'objet de discriminations, ces dernières étant simplement incitées à ne plus utiliser internet.

#### Caractère permanent
Du fait de son extrême facilité, ce genre de harcèlement s'étale très souvent sur plusieurs années et laisse des traces indélébiles, les messages, photos et vidéos publiés et échangés sur les canaux numériques laissant des traces même après la fin d'un harcèlement. Les contenus diffusés restants en ligne permettent de prouver plus facilement la situation de harcèlement.

#### Diffusion massive et instantanée
Les publications humiliantes diffusées sur les réseaux sociaux sont visibles par un grand nombre d'internautes. Là où le harcèlement scolaire se limite aux remparts de l'école, désormais, la victime humiliée est visible aux yeux de tous. Les internautes pouvant rapidement relayer les informations. Les frontières spatiales dans ce type de harcèlement n'existent plus. Cela permet en outre à un nombre relativement élevé de personnes de prendre part à une même situation de harcèlement. De ce fait, les victimes se retrouvent privées de tout échappatoire.

#### Impunité accrue
Les victimes de cyberharcèlement se retrouvent la plupart du temps sans ressource. Les plates-formes des géants du Web (telles que Twitter, Facebook et YouTube) sont très régulièrement pointées du doigt quant à l'inefficacité de leurs outils de modération de contenus. Un rapport du Haut Conseil pour l'égalité entre les hommes et les femmes montre qu'une majorité écrasante (92% sur Twitter, 87% sur Facebook et 100% sur YouTube) des signalements d'insultes, menaces de mort ou d'incitation à la haine, bien qu'étant théoriquement contraires aux règles desdites plate-formes, ne sont suivies d'aucune suppression ni sanction du publicateur, ces derniers étant qualifiés à tort comme de faux positifs. Bien que les plate-formes concernées n'aient jamais clairement expliqué les potentielles raisons d'une telle défaillance, certains analystes et associations, telles que l'association La quadrature du net, avancent l'hypothèse d'un intérêt économique à entretenir l'impunité sur leur plate-forme. Ainsi, d'après cette dernière, « [les gros réseaux sociaux] sont aussi [ceux] qui mettent en avant des contenus polémiques, violents, racistes ou discriminatoires en partant de l’idée que ce sont ceux qui nous feront rester sur leur plateforme. Le rapport visant à « renforcer la lutte contre le racisme et l’antisémitisme sur Internet », commandé par le Premier ministre français et publié en septembre 2018, l’explique très bien. Il dénonce « un lien pervers entre propos haineux et impact publicitaire : les personnes tenant des propos choquants ou extrémistes sont celles qui « rapportent » le plus, car l’une d’entre elles peut en provoquer cinquante ou cent autres. Sous cet angle, l’intérêt des réseaux sociaux est d’en héberger le plus possible ». Plus généralement, le rapport regrette la « règle selon laquelle un propos choquant fera davantage de « buzz » qu’un propos consensuel, alimentant de façon plus sûre le modèle économique des plateformes ». D'après Anna-Lena Von Hodenberg, présidente d'une association allemande d'aide aux victimes interrogée dans le cadre du documentaire #salepute produit par Arte, « La haine fait partie de leur business model ».
La voie judiciaire n'est généralement d'aucune aide aux victimes, ce genre d'agression étant souvent peu prises au sérieux par la police, qui se contente la plupart du temps de conseiller à la victime de ne plus aller sur internet. De plus, l'absence de frontières physiques, le nombre généralement élevé de personnes impliquées, les éventuels outils d'anonymisation, les législations auxquelles s'appliquent les plates-formes (américaine pour la plupart, cette dernière ne criminalisant aucune forme d'expression, y compris celles qui relèvent de la violence verbale), le manque de formation des policiers dans le fonctionnement des outils numériques, l'absence de moyens de répression dissuasive ou qui ne soit pas aisément contournable ainsi que le sous-financement de la justice rendent difficile toute forme de condamnation, les cas de cyberharceleurs ayant dû faire face à la justice sont donc rares et les plaintes sont pour la plupart classées sans suite.
Selon Delphine Meillet, avocate spécialiste en cybercriminalité, « la probabilité que la plainte fonctionne est extrêmement rare » et « l’expérience prouve que les services de police ne sont pas formés au cyberharcèlement ».
Lorsqu'une affaire de cyberharcèlement va jusqu'au procès, seule une portion négligeable des personnes incriminée est condamnée. Ce fut le cas lors d'une affaire de cyberharcèlement de la part de participants d'un forum sur jeuxvidéo.com envers la journaliste Nadia Daam, qui avait dénoncé des attaques haineuses à l'encontre de deux militantes féministes sur le forum, seuls deux agresseurs parmi plusieurs milliers ont été effectivement condamnés. La plainte desdites militantes a quant à elle été classée sans suite. D'autres célébrités telle que la streameuse Ultia ont eu une expérience similaire.
Le 11 février 2018, l'éclatement d'une affaire de cyberharcèlement survenue 10 ans plus tôt et perpétrée par des journalistes haut placés a poussé plusieurs membres du gouvernement français à proposer de supprimer l'anonymat sur Internet. L'idée a fait polémique, car selon ses contradicteurs, les harcèlements se font aussi à visage découvert et que l'absence de pseudonymat serait une grave atteinte aux libertés individuelles, et risquerait au contraire d'aggraver le problème. En effet, les victimes de harcèlement pourraient être facilement retrouvées par leurs agresseurs et n'auraient dès lors plus aucune issue de secours. De plus, la lenteur judiciaire, le manque de moyens dont elle dispose ainsi que des problèmes de fonctionnements au sein de cette dernière serait la principale cause de l'impunité du cyberharcèlement.
En mai 2020, de nombreux vidéastes connus, dont Squeezie, partagent sur les réseaux sociaux le témoignage d'une streameuse portant le pseudonyme de Manonolita, évoquant les violences, parmi lesquelles des menaces, des insultes, des photomontages humiliants, des tentatives de piratage ainsi que la mise en circulation de données privées dont elle, ses proches et ses collègues faisaient l'objet depuis alors quelques mois ainsi que les répercussions sur son travail et sa santé mentale, et ayant finalement décidé de porter plainte. Un an plus tard, devant l'inaction des autorités et la montée en violence des attaques, des amis de la streameuse lancent le hashtag #protectmanonolita, qui fait rapidement le buzz et suscitent de fortes réactions parmi plusieurs personnalités politiques et militantes, parmi lesquelles Paul Magnette, Bénédicte Linard, Rajae Maouane, Leila Agic, Opaline Meunier et Pauline Harmange, qui apportent leur soutien à la streameuse et dénoncent la lenteur, voire l'absence de traitement du problème malgré l'urgence de la situation.
En février 2021, plusieurs collectifs ont publié une tribune sur Mediapart dénonçant une modération floue qui semble fonctionner à deux vitesses, censurant les contenus militants mais laissant impunis malgré les signalements des cas de violences et de harcèlement bien réels.

## Formes du cyberharcèlement
L'Américaine Nancy Willard (en) distingue huit formes de cyberharcèlement. Néanmoins, celles-ci ne sont pas fixes et restent aléatoires.
Le cyberharcèlement et l'intimidation en groupe existent aussi dans le domaine du jeu en ligne. Jeremy Blackburn, joueur et informaticien travaillant dans le domaine de la R&D pour Telefonica, s'est intéressé à la cyberintimidation dans le domaine du jeu en ligne (notamment League of Legends, auquel jouent 67 millions de personnes), et aux moyens de la détecter automatiquement et quasiment en temps réel par un logiciel intelligent et autoapprenant pour mieux la réduire.

### Lance-flammes aliasflaming
Ce sont de brefs messages d'insultes, très violents, écrits avec un vocabulaire vulgaire, échangés entre différents protagonistes. On retrouve régulièrement cette forme sur les réseaux sociaux qui, grâce aux messageries instantanées, permettent d'échanger rapidement ces messages et de les diffuser au plus grand nombre. Le terme anglophone est flaming.

### Harcèlement aliasharassement
Comme le harcèlement scolaire traditionnel, caractérisé par le caractère répétitif et offensif des actes, le harcèlement en réseau (harassement) se définit par l'envoi répété de messages violents à travers les canaux de communication numériques. Ce qui le distingue du flaming, c'est son caractère répétitif. C'est ce que Catherine Blaya appelle le lynchage. Le plus souvent, cette agression se fait envers des personnes de l'entourage où victimes et agresseurs se connaissent. « Il s'agit de se moquer sans réfléchir aux conséquences pour la victime ». Cependant, il arrive que cette agression n'ait pas lieu dans l'entourage immédiat. C'est le cas de Chelsea Cain, l'auteure de la bande dessinée Mockingbird. En effet, après avoir annoncé sur Twitter la fin de ce comics, elle a été victime de messages d'intimidation, certains passablement misogynes. À la suite de cela, elle a décidé de désactiver son compte. Pour se justifier, elle dit d'ailleurs : « If a stranger yells at you on the street? You walk away. ».

### Dénigrement
Ce terme regroupe l'ensemble des rumeurs, des ragots et tous autres moyens par lesquels on tente de nuire à la réputation d'autrui, en le diffamant dans le but de le brouiller avec ses amis. Cette forme de cyberharcèlement inclut également toutes les pages Facebook, les blogs ou les sites Internet, également appelés les Hate Sites, dédiés à la détestation de quelqu'un. Les réseaux sociaux sont d'ailleurs tenus de surveiller ce phénomène. Cependant, comme le montrent les problèmes rencontrés par Facebook à ce sujet, on doit se rendre compte que ce n'est pas aussi évident qu'il n'y paraît de lutter contre ce phénomène. En effet, une enquête pour incitation à la haine, visant Mark Zuckerberg, le patron de Facebook, a été ouverte en Allemagne, en raison des difficultés qu'il rencontrait pour supprimer des pages à contenus haineux.

### Imitation ou mascarade aliasimpersonationoumasquerade
Cette forme de cyberharcèlement désigne l'ensemble des usurpations d'identités commises à des fins malveillantes. Cela prend donc aussi en compte ce que la juriste américaine Parry Aftab appelle le bullying par proxy (le harcèlement par procuration), qui consiste à emprunter l'identité de quelqu'un (nom, âge, photo, etc.) et son pseudonyme et d'adresser à autrui des insultes ou de propager des rumeurs, de façon à punir le véritable propriétaire du pseudonyme. C'est d'ailleurs ce dont a été victime Amanda Todd, son harceleur ayant créé un faux profil Facebook contenant des photos de la jeune femme dénudée tout en contactant, à travers ce profil, l'ensemble de ses camarades de classe.

### Lynchage vidéo aliashappy slapping
La "joyeuse claque", comme l'appellent les anglophones, consiste à choisir une victime, à l'humilier, à l'agresser, à la passer à tabac ou à en abuser sexuellement tout en filmant la scène à l'aide d'un smartphone. La vidéo est ensuite partagée avec le reste de la communauté. Dans de nombreuses situations, les agresseurs sont des adolescents à la recherche d'amusements nouveaux. Ce qu'on appelle également le lynchage vidéo peut causer chez ses victimes de graves dommages psychologiques ou physiques.

### Outingoutrickery
Ces termes désignent l'ensemble des moyens utilisés pour divulguer publiquement des informations intimes ou confidentielles telles que des secrets, des documents embarrassants ou encore des photos publiées sans l'autorisation de l'intéressé. Parmi l'outing, on peut distinguer le sexting, qui se définit par la diffusion de photographies dénudées ou de photos à caractère sexuel.

### Exclusion
C'est lorsqu'une personne est volontairement mise à l'écart d'un groupe de discussion ou sur un jeu en ligne, par exemple.

### Traque sur Internet aliascyberstalking
Ce que les anglophones appellent cyberstalking rassemble plusieurs formes de cyberharcèlement, puisqu'il consiste en une traque sur Internet, ne laissant aucun moment de répit à la victime par l'envoi répétitif de messages injurieux ou la diffusion de photographies embarrassantes. C'est une forme de harcèlement fréquemment utilisée lors de rupture amoureuse.
Généralement, un cas de harcèlement regroupe plusieurs formes. L'exemple d'Amanda Todd en est une parfaite illustration puisque son agression ne se limite pas à l'imitation : elle se poursuit avec tout un processus de traque, de rumeurs et d'insultes, de sorte qu'Amanda n'ait plus nulle part où aller pour se libérer de cet individu qui fait de sa vie un enfer. Si l'on ajoute à cela l'agression sexuelle et le passage à tabac qu'elle a subis, les raisons de son malheureux suicide ne sont plus à expliquer.

### Questions hypocrites ousealioning
Le sealioning consiste à demander de manière insistante des informations ou des arguments dans le but de provoquer une réaction colérique et de pouvoir présenter la personne interrogée comme quelqu'un d'agressif. Le questionneur, qui adopte un style courtois, pourrait facilement obtenir par lui-même une réponse à ses interrogations ; ses propos sont souvent hors sujet. Ce harceleur dira par exemple : « Pourquoi vous énerver alors que je pose poliment une question ? », ou « J'essaie juste de lancer un débat d'une manière civile ».
Les effets du sealioning peuvent paraître négligeables à première vue, cependant, d'une part, il y a « gaspillage d'énergie » puisque la personne interrogée doit faire effort pour produire les explications attendues, tout en paraissant indifférente ; d'autre part, elle aura plus tendance à se méfier des autres et à les éviter. Le harceleur s'arroge une position d'autorité : il sait « qui a le droit de poser des questions et qui peut être interrogé sur quoi ».

### Automutilation numérique
L'automutilation numérique consiste à s'envoyer à soi-même des messages de haine via les réseaux sociaux. Selon une étude américaine, ce phénomène es en hausse en 2024,.

## Conséquences du cyberharcèlement
Le cyberharcèlement est violent par une nouvelle dimension qui est celle de la visibilité. Sur le Net, les faits sont connus à grande échelle, ce qui constitue une pression supplémentaire pour la victime qui voit son intimité « violée » et qui ne peut pas être oubliée sur la Toile. C'est notre réputation qui est en jeu sur le Web, la façon dont nous allons être perçus. Même si la victime est consciente du fait qu'elle subit ou a subi un acte de cyberharcèlement, il est difficile voire impossible pour elle d'évaluer la durée des conséquences et effets négatifs directs ou indirects sur l'ensemble de toile et des réseaux sociaux virtuels.[réf. souhaitée] Ce qui peut engendrer des pressions psychologiques importantes à la fois pour la victime, le harceleur et le témoin.

### Relation triangulaire
Selon certains chiffres présentés par la CNIL, environ 61 % des victimes affirment ne pas avoir reçu d'aide face au cyberharcèlement. Pourtant, une prise de conscience a été faite sur les dangers que ce type de harcèlement représente et de l'impact négatif qu'il peut avoir sur les personnes.
Les conséquences du harcèlement numérique sont nombreuses et ne concernent pas uniquement la victime. Ces attaques, souvent violentes, entraînent des « séquelles graves chez la victime, l'agresseur ou le témoin ». La médiatisation du harcèlement montre souvent les conséquences pour les victimes, mais oublie trop souvent que le harcèlement implique trois parties : en plus de la victime, il faut penser aux conséquences pour le harceleur, ainsi que pour le témoin. Le harcèlement n'est pas une relation en deux points (harceleur/harcelé), mais une relation triangulaire en trois points.
L'association Assistance et recherche de personnes disparues rappelle et développe les conséquences sur le court, moyen et long terme, c'est-à-dire de l'enfance à l'âge adulte, pour les trois acteurs du harcèlement, la victime, le harceleur et le témoin.

#### Conséquence pour la victime

##### À court terme
- Absentéisme
- Décrochage scolaire
- Indisponibilité psychique
- Logique d'isolement, sentiment d'abandon
- Perte d'emploi
- Troubles du métabolisme et du comportement
- Divers symptômes de santé
- Isolement relationnel
- Renfermement sur soi, sentiment de honte, perte de confiance et d'estime de soi, culpabilité

##### À moyen terme
- Troubles anxio-dépressifs
- Autocensure
- Comportements autodestructeurs (self-harm, pulsions suicidaires)
- Comportement violent
- Recours à la violence comme unique moyen possible de défense

##### À long terme
- Trouble de la socialisation
- Dépression
- Addictions
- Paranoïa
- Stress post-traumatique
- Risque de subir des agressions physiques

#### Conséquence pour les témoins et l'entourage de la victime
- Abandon de la victime
- Culpabilisation de la victime
- Traumatisme indirect
- Risque d'être à son tour pris pour cible
- Attitude violente et méfiance envers les autres
- Sentiment d'insécurité
- Sentiment d'impuissance
- Passage à l'acte de violence
- Sentiment de culpabilité de ne pas avoir dénoncé, par appréhension

Dans le cadre du cyberharcèlement, les témoins peuvent être nombreux et la perception de l'acte sera variable en fonction du degré d'implication, mais aussi en fonction de la connaissance personnelle ou non de la victime.

#### Conséquence pour le harceleur

##### À court terme
Le harceleur est susceptible de présenter un manque d'empathie, de manifester de la violence pour masquer son manque de confiance en lui, de plus, le harceleur répète le harcèlement pour conserver ou retrouver le sentiment de puissance après des sanctions.

##### À moyen terme
Des actes de délinquance, se développent et se multiplient, peut s'ensuivre un échec scolaire (de façon générale désintéressement de l'élève).

##### À long terme
Les comportements violents du harceleur vont se multiplier, ce qui entraine une exclusion sociale (plus personne ne le fréquente), ce qui entraine une dépression du harceleur qui devient sa propre victime (en faisant du mal aux autres, il s'en fait à lui-même).

#### Conséquences pour la société
Les conséquences pour la société sont notamment l'accroissement de la violence sociétale, la détérioration des relations interpersonnelles, la menace pour la liberté d'expression, des problèmes de santé publique et la montée des idéologies d'exclusion.

## Harcèlement évoqué dans les médias

### Voyeurisme des médias
André Vitalis, professeur à l'université Michel de Montaigne, Bordeaux 3, nous explique qu'aujourd'hui, dans le monde de l'information, il est nécessaire de tout dire et de tout montrer. Il est nécessaire d'être « transparent ». C'est un problème du côté des médias et de la médiatisation de la vie privée : par exemple, l'affaire Star Wars Kid avec le New York Times et les journaux de télévision. C'est le cas également avec l'affaire Amanda Todd. On retrouve une médiatisation importante de la vie privée d'un individu, qui n'est pas forcément souhaitée. Pourtant, la Loi française protège des abus de la presse (cf. Article 11, Déclaration des droits de l'homme, 1789). La presse montre de façon exagérée des morceaux du quotidien d'une personne. Pour le cyberharcèlement, c'est un problème, les médias ont accru la peur autour du phénomène du harcèlement numérique jusqu'à le confondre parfois avec des actes d'une grande criminalité. Le risque avec la surmédiatisation est de prendre tous les cas pour du harcèlement, réduisant ainsi l'aide pour ceux qui en ont réellement besoin. La presse attire l'attention sur des personnes fragilisées par le traumatisme sans les préparer au regard que la société va ensuite poser sur elles. Ces personnes sont alors une fois de plus confrontées au regard des autres, critique ou bienveillant, sans l'avoir souhaité.
Dans l'ouvrage C'est compliqué : Les vies numériques des adolescents, Danah Boyd explique que les médias sociaux sont le terrain favori du cyberharcèlement, qui amène une nouvelle dimension dans les conflits. Aujourd'hui, une majeure partie de la population fait partie de la communauté numérique. Si nous cherchons à protéger notre intimité, cela est en contradiction avec le principe même de fonctionnement des réseaux sociaux, qui relèvent principalement d'un système de projection et de mise en avant médiatique. Malgré une volonté de conserver une vie privée, notamment chez les jeunes, cette nécessité ressentie est complètement ignorée par les médias. Elle définit la vie privée comme « la capacité à se cacher ou à refuser l'accès à soi dans les environnements publics ».
Le fonctionnement de Facebook qui permet de communiquer avec diverses personnes permet de nous protéger grâce au paramétrage, mais en laissant néanmoins une trace de nos actions qui peuvent alors être partagées par d'autres personnes. Il suggère des publications susceptibles de plaire à un individu en particulier, mais aussi celles qui ont fait l'objet d'un buzz médiatique.
Il y a un paradoxe entre la volonté des utilisateurs de protéger leur vie privée sur les médias sociaux et le mode de fonctionnement de ces plates-formes. C'est une forme de voyeurisme qui est induite par notre perception, notre vision de la vie privée sur Internet et la réalité du fonctionnement numérique.

## Sanctions
Internet n'est pas un univers où tout le monde est protégé par une forme d'anonymat : tout le monde laisse des traces qui peuvent, au besoin, être retrouvées. Il en va de même pour le harcèlement numérique. Des applications pour tenter de limiter l'exposition au harcèlement en ligne sont d'ailleurs développées. En France, la CNIL donne une première démarche pour pouvoir poursuivre en justice les harceleurs, avec trois étapes :
- collecter des preuves (ex. : captures d'écran des propos tenus) ;
- porter plainte à la gendarmerie ou au poste de police, si le cas est plus grave ;
- parler de la situation à des personnes de confiance, ne surtout pas se replier sur soi-même et rester seul a supporter le poids du traumatisme subi.

Pour les mineurs, des moyens supplémentaires ont été mis en place. Ils ont notamment la possibilité de joindre un numéro : le 3020, aussi ouvert aux témoins et aux parents pour obtenir des ressources face au harcèlement. Pour le harcèlement numérique, le 0800 200 000. Pour poursuivre en justice les harceleurs, les mineurs doivent pouvoir compter sur la présence d'un représentant légal. Malgré les moyens mis en place, les mineurs préfèrent cacher la situation pour diverses raisons. En France, les victimes mineures de harcèlement numérique et autres dérives liées au monde numérique peuvent demander l'effacement des données les concernant depuis la modification de la Loi informatique et Liberté, ce qui n'est pas encore le cas pour les adultes. Dans ce genre de cas, la CNIL explique aussi pouvoir intervenir si les données n'ont pas été effacées 30 jours après la demande.
La responsabilité de tout individu est engagée lors de dérives sur Internet et les sanctions peuvent être lourdes :
- injures ou diffamation : jusqu'à 12 000 € d'amende (art. 32, loi du 29 juillet 1881) ;
- droit à l'image : jusqu'à un an de prison et 12 000 € d'amende (art. 226-1, 226-2, Code pénal) ;
- usurpation d'identité : jusqu'à un an de prison et 12 000 € d'amende (art. 226-4, Code pénal).

En France, pour répondre aux événements tragiques liés au cyberharcèlement, un nouvel article a été ajouté dans la Loi sur le harcèlement et prend désormais en compte le harcèlement avec utilisation des outils numériques. Cela est développé dans le quatrième point de l, article 222-33-2-2 du Code pénal, qui prévoit une plus grande sévérité : 2 ans d'emprisonnement et jusqu'à 30 000 € d'amende.
Cependant, dans les faits, les sanctions sont rarement appliquées, notamment à cause d'un manque de formation et de sensibilisation de la police aux outils numériques et à leur usage malveillant ainsi que d'un trop faible effectif au sein des plate-formes dédiées à cette problématique.

## Lutte contre le cyberharcèlement

### Canada
Au Canada, on parle plutôt de cyberintimidation. Ainsi, dans le cas du suicide d'Amanda Todd, dont les causes ont été qualifiées par la presse française de cyberharcèlement,, le juriste Andrew Murray qualifie les faits d'intimidation, et précise « Il y a clairement une ligne entre intimidation et harcèlement ».

### France
Dans un rapport du 27 avril 2011 intitulé « Prévention du harcèlement à l'école », le sociologue français Éric Debarbieux préconise de :
- mener des campagnes d'opinion en mobilisant notamment les médias, les fournisseurs d'accès et les réseaux sociaux pour promouvoir la lutte contre le cyberharcèlement ;
- apporter une réponse technique. Un accord avec Facebook prévoit de fermer le compte d'un harceleur sur signalement de l'Éducation nationale ;
- former les adultes aux outils utilisés par les jeunes. Au cours des assises nationales contre le harcèlement à l'école, deux chercheurs allemands (Thomas Jäger et Andy Hickson) ont présenté un projet de campus anti-violence. Ce campus est ouvert sur le site Second Life et propose une formation d'adultes ;
- fournir des outils pour aider les jeunes à utiliser positivement les réseaux sociaux (en lien avec la CNIL et e-Enfance).

Le gouvernement français, en partenariat avec l'association e-Enfance, a mis en place un numéro vert (3018, accessible de 9 h à 20 h au coût d’une communication locale) et un site Internet (e-Enfance) pour aider les parents désemparés par rapport aux risques sur Internet. Les parents peuvent aussi se rendre sur le site https://www.e-enfance.org/ pour y trouver des réponses aux questions les plus fréquemment posées.
Le 3018 est le numéro national des violences numériques, gratuit, anonyme et confidentiel, il est accessible tous les jours de 9h à 23h par téléphone, tchat ou sur l’application et permet de signaliser toute situation de cyberviolence.
Sous l'impulsion de Luc Chatel, ministre de l'Éducation nationale, de la Jeunesse et de la Vie associative, un plan d'actions a été défini en 2011 pour prévenir et pour lutter contre le harcèlement entre les élèves. Ce plan d'action considère le harcèlement au sens large, c'est-à-dire celui qui peut avoir lieu non seulement à l'intérieur même des établissements scolaires, mais également celui qui peut avoir lieu en dehors de leur enceinte. En effet, le harcèlement entre les élèves a le plus souvent lieu dans les écoles, mais celui-ci peut trouver son origine ou être poursuivi par l'utilisation d'Internet et des nouvelles technologies, notamment sur l'ordinateur ou le téléphone portable.
Le guide créé alors par le ministère de l'Éducation nationale, intitulé Guide pratique pour lutter contre le cyberharcèlement entre élèves, a pour principal but de sensibiliser la communauté éducative à ce problème, mais aussi d'en permettre sa prévention et son traitement. Celui-ci vient en complément d'un autre guide, consacré au harcèlement entre élèves (le reconnaître, le prévenir, le traiter).
En 2015, la ministre de l'Éducation nationale, de l'Enseignement supérieur et de la Recherche, Najat Vallaud-Belkacem, a présenté de nouvelles mesures pour lutter contre le harcèlement à l'école. Cela s'est notamment traduit par une campagne de sensibilisation avec la création d'une journée de mobilisation qui a lieu le premier jeudi suivant les vacances de la Toussaint, appelée « Non au harcèlement ». Le message de cette campagne est : « Le harcèlement, si on n'en parle pas, ça ne s'arrête pas ».
Pour l'année 2016-2017, une nouvelle vidéo de campagne a été publiée ; elle fait partie des ressources disponibles du site consacré à la campagne « Non au harcèlement ». Cette vidéo, explique que le simple fait de « liker » une page dont le contenu est agressif à l'égard d'un individu, peut être une forme de harcèlement. D'où le message de la campagne : « Liker, c'est déjà harceler ».
Le harcèlement par internet ou cyberharcèlement est un délit. L’auteur d’actes de violence ou de harcèlement en ligne peut voir sa responsabilité engagée au civil et au pénal. Ainsi peuvent être poursuivis  une injure ou une diffamation publique, le non-respect du droit à l’image, l’usurpation d’identité, etc. Les pouvoirs publics ont mis en place le portail PHAROS à disposition des internautes. L'objectif est de transmettre des signalements de contenus ou de comportements illicites auxquels les citoyens peuvent se trouver confrontés au cours de leur utilisation d'Internet. Les contenus illicites pouvant être signalés sur PHAROS portent notamment sur la mise en danger des personnes, le rsque imminent d'atteinte à la vie, la menace terroriste ou son apologie (propagande…), les menaces ou incitation à la violence, la pédophilie ou la corruption de mineur sur Internet, la traite des êtres humains l'incitation à la haine, la provocation à la haine en raisons des origines, du sexe, de l'orientation sexuelle ou du handicap, l'Injure ou la diffamation, etc.
En 2020, le youtubeur Marvel Fitness est condamné à 2 ans de prison dont un ferme, et 10 000 euros d'amende, pour harcèlement moral et violence sur avocat. Ce jugement marque un tournant dans la répression du cyberharcèlement.

### Japon
Le 23 mai 2020, la catcheuse professionnelle japonaise Hana Kimura se suicide à l'âge de 22 ans à cause du cyberharcèlement qu'elle subissait. À la suite de sa mort, la ministre des affaires intérieures et des communications du Japon Sanae Takaichi déclare qu'il est nécessaire de modifier la législation japonaise sur le cyberharcèlement et fait savoir que le gouvernement réfléchit à réviser une loi sur le cyberharcèlement pour permettre aux victimes d'avoir des informations personnelles sur ceux qui les harcèlent. Elle souhaite notamment contraindre les réseaux sociaux à révéler l'identité ou le numéro de téléphone des cyberharceleurs.

### Malaysie
Jac sm Kee est une activiste malaisienne contre le cyberharcèlement qui s'appuie sur le féminisme.

### Suisse
En Suisse, l'usage de deux insultes sur Facebook  (« couillon » et « pauvre type »), qualifié de « cyber-mobbing » par la presse, a valu à son autrice une  une amende avec sursis de 210  francs suisses  (auxquels il faut ajouter 1 250 francs de frais de procédure).

## Chez les adultes
Une étude sur la criminalité sur le Web montre que ce ne sont pas le harcèlement et les menaces qui augmentent en raison de l'utilisation des TIC, mais surtout les insultes gratuites et le mépris.